# Bruce Knauft
Bruce Knauft (* 24. ledna 1954, Hartford) je etnolog na Emory University. (Ph.D. University of Michigan)
Popsal rituály čarodějnictví u kmene Gebusi (Gobasi), Papua Nová Guinea.

## Knihy
- Knauft, Bruce, 2005. The Gebusi : lives transformed in a rainforest world. Boston : McGraw-Hill
- Knauft, Bruce, 2002. Exchanging the past : a rainforest world of before and after. Chicago : University of Chicago Press
- Knauft, Bruce, 1999. From primitive to postcolonial in Melanesia and anthropology. Ann Arbor : University of Michigan Press
- Knauft, Bruce, 1996. Genealogies for the present in cultural anthropology. New York : Routledge
- Knauft, Bruce, 1993. South coast New Guinea cultures : history, comparison, dialectic. Cambridge : Cambridge University Press
- Knauft, Bruce, 1985. Good company and violence : sorcery and social action in a lowland New Guinea society. Berkeley : University of California Press